# Liste de réalisateurs, producteurs et scénaristes de Bollywood
Cette page présente une liste de réalisateurs, producteurs et scénaristes de Bollywood.

## A
Khwaja Ahmad Abbas  •  Abbas-Mastan  •  K.S. Adiyaman  •  Nikhil Advani  •  Vivek Agrawal  •  Farhan Akhtar  •  Javed Akhtar  •  Zoya Akhtar  •  Imtiaz Ali  •  Muzaffar Ali  •  Shaad Ali  •  Shimit Amin  •  Chetan Anand  •  Dev Anand  •  Mukul Anand  •  Siddharth Anand  •  Vijay Anand  •  Muddassar Aziz

## B
Amitabh Bachchan  •  Dibakar Banerjee  •  Sooraj R. Barjatya  •  Chandra Barot  •  Anurag Basu  •  Ritesh Batra  •  Anees Bazmee  •  Shyam Benegal  •  Madhur Bhandarkar  •  Sanjay Leela Bhansali  •  Vishal Bhardwaj  •  Mahesh Bhatt  •  Vikram Bhatt  •  Moni Bhattacharjee  • Abbas Alibhai Burmawalla  •  Mastan Alibhai Burmawalla

## C
Basu Chatterjee  •  Aditya Chopra  •   Baldev Raj Chopra  •  Vidhu Vinod Chopra  •  Yash Chopra

## D
Dharmendra  •  Dharmesh Darshan  •  Suneel Darshan  •  Sunny Deol  •  Ajay Devgan  •  Anil Devgan  •  David Dhawan  •  Guru Dutt  •  Sunil Dutt  •  J.P. Dutta

## G
Sanjay Gadhvi  •  Subhash Ghai  •  Ashutosh Gowariker  •  Kaizad Gustad

## H
Jugal Hansraj •  Rajkumar Hirani  •  Maqbool Fida Husain

## I
Ardeshir Irani  •  Honey Irani

## J
Prakash Jha  •  Karan Johar  •  Yash Johar

## K
Raj Kanwar  •  Abhishek Kapoor  •  Anil Kapoor  •  Raj Kapoor  •  Rishi Kapoor  •  Shammi Kapoor  •  Shashi Kapoor  •  Shekhar Kapur  •  Anurag Kashyap • Mani Kaul  •  Satish Kaushik  •  Aamir Khan  •  Farah Khan  •  Gauri Khan  •  Kader Khan  •  Mansoor Khan  • Mehboob Khan  •  Sajid Khan  •  Saif Ali Khan  •  Shahrukh Khan  •  Sohail Khan  •  Anupam Kher  •  Kunal Kohli  •  Manisha Koirala  •  Dilip Kumar  •  Indra Kumar  •  Kishore Kumar  •  Manoj Kumar

## L
Prem Lalwani

## M
Anand Mahadevan  •  Naresh Malhotra  •  Antara Mali • Hema Malini  •  Lata Mangeshkar  •  Tarun Mansukhani  •  Mehmood  •  Rakeysh Omprakash Mehra  •  Rajiv Mehra  •  Deepa Mehta  •  Ketan Mehta  •  Suketu Mehta  •  Aziz Mirza  •  Saeed Akhtar Mirza  •  Khalid Mohamed  •  Hrishikesh Mukherjee  •  A.R. Murugadoss

## N
Shashilal K. Nair  •  Praveen Nischol  •  Govind Nihalani

## O
Onir

## P
Amol Palekar  •  Nana Patekar  •  Priyadarshan

## R
Prayag Raj  •  Mani Ratnam  •  Rahul Rawail  •  Rakesh Roshan  •  Bimal Roy

## S
Rajkumar Santoshi  •  Kumar Sanu  •  Jaideep Sen  •  Kundan Shah  •  Soham Shah  •  Vipul Amrutlal Shah  •  V. Shantaram  •  Vivek Sharma  •  Raam Shetty  •  Sunil Shetty  •  Ramesh Sippy  •  Rohan Sippy  •  Santosh Sivan  •  Mohit Suri

## T
Birendra Nath Tiwari  •  Ashu Trikha  •  Abbas Tyrewala

## V
Krishna Vamshi  •  Ram Gopal Varma  •  Vivek Vaswani